# Resolutie 253 Veiligheidsraad Verenigde Naties
Resolutie 253 van de Veiligheidsraad van de Verenigde Naties werd aangenomen op 29 mei 1968. Dat gebeurde op de 1428e vergadering van de Raad.

## Achtergrond
Op 11 november 1965 riep de blanke regering onder leiding van Ian Smith de onafhankelijkheid uit van de Republiek Rhodesië. Hierop kwam gewapend verzet van de zwarte bevolking via de Zimbabwe Afrikaanse Volksunie (ZAPU) en de Zimbabwe Afrikaanse Nationale Unie (ZANU). Eerdere resoluties hadden weinig effect gehad.

## Inhoud
De Veiligheidsraad:
- Riep de resoluties 216, 217, 221 323 in herinnering;
- Merkte resolutie 2262 van de Algemene Vergadering op;
- Was ernstig bezorgd over het feit dat acties tot dusver de opstand niet hebben beëindigd;
- Bevestigde dat buiten de acties genoemd in deze resolutie, resoluties 217 en 232 van kracht blijven;
- Was erg bezorgd dat niet alle lidstaten hadden gehandeld naar de resoluties;
- Veroordeelde de recente inhumane executies in Zuid-Rhodesië;
- Bevestigde de verantwoordelijkheid van het Verenigd Koninkrijk voor het welzijn en de onafhankelijkheid van de bevolking van Zuid-Rhodesië;
- Bevestigde de legaliteit van de wens van het volk van Zuid-Rhodesië voor zelfbestuur;
- Bevestigde dat de resulterende situatie een bedreiging is van de vrede;

1. Veroordeelde alle politieke onderdrukking van het volk in Zuid-Rhodesië;
2. Riep het Verenigd Koninkrijk op om als bestuurder van het gebied met alle mogelijke middelen een eind te maken aan het regime in Zuid-Rhodesië;
3. Besloot dat alle lidstaten van de VN zullen het volgende niet zouden toestaan:
a. Import van goederen uit Zuid-Rhodesië.
b. Acties van inwoners van het eigen land die import uit Zuid-Rhodesië willen bevorderen.
c. Vervoer van deze producten.
d. Acties van inwoners van het eigen land, die wapenverkoop aan Zuid-Rhodesië, in welke vorm dan ook, bevorderen.
e. Acties van inwoners van het eigen land, die gemotoriseerd vervoer aan Rhodesië leveren, of materiaal voor de bouw van gemotoriseerd vervoer.
4. Roept alle lidstaten op geen financiële steun te geven aan het racistische regime in Zuid-Rhodesië;
5. Beslist dat alle lidstaten van de VN zullen het volgende niet zullen toestaan:
a. Toegang tot hun land, door iemand die onder een Zuid-Rhodesisch paspoort reist;
b. Toegang tot hun land van iemand van wie vermoed wordt samen te werken met het regime in Zuid-Rhodesië;
6. Besloot dat Zuid-Rhodesische vliegtuigen niet toegelaten mogen worden door lidstaten;
7. Besloot dat alle landen paragrafen 3,4,5 en 6 naleven ondanks mogelijke eerdere afspraken of verantwoordelijkheden;
8. Riep alle staten op emigratie naar Zuid-Rhodesië tegen te werken;
9. Riep alle staten op alles te doen wat artikel 41 gebied;
10. Benadrukte de noodzaak tot het terugroepen van alle consuls en handelsadviseurs uit Zuid-Rhodesië;
11. Herinnerde lidstaten eraan dat het niet-naleven van de voorgenoemde maatregelen een inbreuk was op artikel 25 van het handvest van de VN;
12. Bestrafte de attitude van landen die geen gehoor hebben gegeven aan de resoluties;
13. Riep alle lidstaten op steun te geven aan de opstandige bevolking in Zuid-Rhodesië;
14. Riep alle lidstaten op gehoor te geven aan deze resolutie;
15. Riep alle lidstaten op Zambia te steunen, bij mogelijke economische problemen die het zal oplopen door deze resolutie;
16. Riep alle lidstaten op mee te werken bij de tot tenuitvoerbrenging van deze resolutie;
17. Riep het Verenigd Koninkrijk op, als administratieve macht, geen overeenkomst te sluiten zonder het volk van Zuid-Rhodesië te horen;
18. Riep alle lidstaten op rapport uit te brengen bij de secretaris-generaal;
19. Verzocht de Secretaris-Generaal om verslag uit te brengen over de naleving van de resolutie;
20. Besloot, in overeenstemming met regel 28, om een comité van de Veiligheidsraad in te stellen met het volgende doel:
a. Rapporten van de Secretaris-Generaal te bestuderen;
b. Om inlichtingen over handel met Zuid-Rhodesië in te winnen, m.b.t. lidstaten;
21. Verzocht het Verenigd Koninkrijk zijn volledige medewerking te verlenen aan het comité;
22. Riep alle lidstaten op om informatie te leveren aan het comité als daarom gevraagd wordt;
23. Besloot om dit artikel op de agenda te houden voor later beraad.

## Verwante resoluties
- Resolutie 216 Veiligheidsraad Verenigde Naties
- Resolutie 217 Veiligheidsraad Verenigde Naties
- Resolutie 221 Veiligheidsraad Verenigde Naties
- Resolutie 232 Veiligheidsraad Verenigde Naties

Lijst ·  245 ·  246 ·  247 ·  248 ·  249 ·  250 ·  251 ·  252 ·  253 ·  254 ·  255 ·  256 ·  257 ·  258 ·  259 ·  260 ·  261 ·  262